# Howard Fast
Pour les articles homonymes, voir Fast (homonymie).
Œuvres principales
- Spartacus
- L'Ange déchu
- Sylvia
- La Poudre aux yeux
- La Dernière Frontière

Howard Fast, né à New York le 11 novembre 1914 et mort à Greenwich dans le Connecticut le 12 mars 2003, est un romancier et scénariste américain. Il a également signé des romans policiers sous le pseudonyme de E.V. Cunningham.

## Biographie
Sa famille, d'origine ukrainienne et juive, arrive aux Etats-Unis à la fin du XIXe siècle. À la douane, le patronyme Fastov devient Fast.
Issu d'un milieu très pauvre, Howard Fast est contraint de travailler dès l'âge de dix ans. Adolescent, il est commis dans une bibliothèque de New York et peut compléter ses études collégiales. Tout en continuant à exercer une foule de petits métiers, il s'inscrit dans une école des Beaux-Arts et tente de vendre ses premières nouvelles à des magazines. En 1931, il parvient à publier son premier texte dans Amazing Stories. Il se lance en 1932 dans l'écriture à plein temps.
Il s'intéresse très tôt à la pensée de Karl Marx et devient membre d'une association d'écrivains proche du Parti communiste américain. Un voyage dans le Sud des États-Unis lui permet de constater la pauvreté abjecte résultant de la Grande Dépression et lui confirme le bien-fondé de son engagement politique. De retour à New York, il publie en 1933 son premier roman, Two Valleys, qui est en fait le sixième qu'il ait achevé. Bien reçu, le roman lui vaut une bourse, mais il doit continuer à travailler dans une usine de confection pour continuer d'écrire.
Pendant la Seconde Guerre mondiale, il s'engage dans l'armée et est affecté au Service de l'information à Washington. Il démissionne en 1943 pour être correspondant de guerre pour les magazines Esquire et Coronet.
À la fin du conflit, il appuie la candidature de Henry Wallace pendant la campagne présidentielle. Il devient l'un des membres fondateurs du Mouvement mondial des partisans de la paix et s'oppose à la Guerre de Corée. À ce titre, il reçoit le Prix Staline international pour la paix en 1953. Il adhère au Parti communiste à l'instar de son grand ami Dashiell Hammett. Son activité militante lui vaut d'être condamné à une année d'emprisonnement, qu'il effectuera, pour "outrage au Congrès" après avoir refusé de répondre aux questions de la Commission des activités anti-américaines de la Chambre des Représentants (H.U.A.C.), puis d'être inscrit sur la liste noire du cinéma du maccarthysme. Cet épisode de sa vie est raconté dans son livre de souvenirs, Mémoires d'un rouge. Dès lors, il publie sous plusieurs pseudonymes, dont le plus connu est E.V. Cunningham pour deux séries policières, l'une avec Masao Masuto, l'autre avec en titre des prénoms féminins.
Il meurt en 2003. Il est le frère de l'écrivain Julius Fast.

## Œuvre

### Romans

#### SérieMasao Masutosignée E.V. Cunningham
- Samantha ou The Case of the Angry Actress (1967) Publié en français sous le titre Samantha, Paris, Presses de la Cité, coll. « Un mystère » 2e série no 83, 1968 ; réédition signée Howard Fast, Paris, NéO, coll. « Le Miroir obscur » no 122, 1985
- The Case of the One-Penny Orange (1977) Publié en français sous le titre Les morts s'affranchissent, Paris Gallimard, coll. « Super noire » no 111, 1978
- The Case of the Russian Diplomat (1978) Publié en français sous le titre Le Noyé de Beverly Hills, Paris Gallimard, coll. « Super noire » no 122, 1978
- The Case of the Poisoned Eclairs (1979) Publié en français sous le titre Quatre dames damnées, Paris Gallimard, coll. « Série noire » no 1797, 1980
- The Case of the Sliding Pool (1981) Publié en français sous le titre La Piscine baladeuse, Paris Gallimard, coll. « Série noire » no 1867, 1982
- The Case of the Kidnapped Angel (1982) Publié en français sous le titre On m'a volé mon ange, Paris Gallimard, coll. « Série noire » no 1953, 1984
- The Case of the Murdered Mackenzie (1984) Publié en français sous le titre Le Jap se débride, Paris Gallimard, coll. « Série noire » no 1998, 1985

#### Autres romans policiers signés E.V. Cunningham
- Sylvia (1960) Publié en français sous le titre L'Enquête, Paris, Stock, 1962 ; réédition signée Howard Fast sous le titre Sylvia, Paris, NéO, coll. « Le Miroir obscur » no 63, 1983 ; réédition signée Howard Fast, Paris, coll. « Rivages/Noir » no 85, 1990
- Phyllis (1960)
- Alice (1963) Publié en français sous le titre Alice, Paris, Presses de la Cité, coll. « Un mystère » no 715, 1965 ; réédition signée Howard Fast, Paris, NéO, coll. « Le Miroir obscur » no 113, 1985
- Lydia (1964) Publié en français sous le titre Oh ! Lydia..., Paris Gallimard, coll. « Série noire » no 1011, 1966
- Shirley (1964) Publié en français sous le titre Tu peux crever !, Paris, Gallimard, coll. « Série noire » no 963, 1965 ; réédition signée Howard Fast, Paris, coll. « Folio policier » no 62, 1999
- Penelope (1965) Publié en français sous le titre Pénélope, Paris, Presses de la Cité, coll. « Un mystère » 2e série no 77, 1968 ; réédition signée Howard Fast, Paris, NéO, coll. « Le Miroir obscur » no 105, 1985
- Helen (1966)
- Margie (1966)
- Sally (1967) Publié en français sous le titre Sally, Paris, Presses de la Cité, coll. « Un mystère » 2e série no 72, 1968 ; réédition signée Howard Fast, Paris, NéO, coll. « Le Miroir obscur » no 120, 1985 ; réédition signée Howard, Paris, Belles Lettres/Manitoba, coll. « Le Cabinet noir » no 31, 1999
- Cynthia (1968) Publié en français sous le titre Cynthia, Paris, Presses de la Cité, Mystère 3e série no 10, 1969 ; réédition signée Howard Fast, Paris, NéO, coll. « Le Miroir obscur » no 107, 1985
- The Assassin Who Give Up His Gun (1969) Publié en français sous le titre Un tueur récalcitrant, Paris, Presses de la Cité, Mystère 3e série no 47, 1970 ; réédition signée Howard Fast, Paris, NéO, coll. « Le Miroir obscur » no 125, 1985 ; réédition signée Howard Fast sous le titre L'Assassin qui rendit son arme, Paris, Belles Lettres/Manitoba, coll. « Le Cabinet noir » no 15, 1998
- Millie (1973) Publié en français sous le titre La Poudre aux yeux, Paris, Presses de la Cité, coll. « Punch » no 13, 1973 ; réédition signée Howard Fast sous le titre Millie, Paris, NéO, coll. « Le Miroir obscur » no 102, 1985
- The Wabash Factor (1980) Publié en français sous le titre Le Facteur Crésus, Paris Gallimard, coll. « Série noire » no 2073, 1987

### Romans policiers signés Howard Fast
- Fallen Angel ou Mirage (1952), signé Walter Ericson Publié en français sous le titre Mirage, Paris, Presses de la Cité, coll. « Un mystère » no 749, 1965 ; réédition sous le titre L'Ange déchu, Paris, NéO, coll. « Le Miroir obscur » no 1, 1979 ; réédition, Paris, Eurédif, coll. « Playboy » no 26, 1984 ; réédition, Paris, coll. « Rivages/Noir » no 106, 1990
- The Winston Affair (1959) Publié en français sous le titre Cour martiale, Verviers, Gérard, coll. « Marabout » no 300, 1961 ; réédition, Paris, NéO, coll. « Le Miroir obscur » no 93, 1984 ; réédition sous le titre L'Affaire Winston, Paris, Belles Lettres/Manitoba, coll. « Le Cabinet Noir » no 10, 1998

#### Autres romans
- Two Valleys (1933)
- Strange Yesterday (1934)
- Place in the City (1937)
- Conceived in Liberty (1939) Publié en français sous le titre Les Héros désespérés, Paris, Éditeurs français réunis, 1949
- The Last Frontier (1941) Publié en français sous le titre Le Dernier Espoir, Paris, Hachette, 1952 ; réédition dans une traduction révisée sous le titre La Dernière Frontière, Paris, 10/18 no 2719, 1996 ; réédition, Paris, Gallmeister, coll. « Totem » no 40, 2014  (ISBN 978-2-35178-540-9) ; réédition, Paris, Gallmeister, coll. « Totem » no 40, 2018  (ISBN 978-2-35178-661-1)
- Haym Solomon: Son of Liberty (1941) Publié en français sous le titre Haym Salomon, fils de la liberté, Paris, Éditions La Farandole, coll. « Prélude », traduction par Aline Vellay-Dalsace, 1956
- The Unvanquished (1942)
- Citizen Tom Paine (1943) Publié en français sous le titre Le Citoyen Tom Paine, New York, Éditions Overseas, 1945 Publié en français dans une autre traduction sous le titre Tom Paine, le solitaire des révolutions, Éditions Hier et Aujourd'hui, 1948
- Freedom Road (1944) Publié en français sous le titre La Route de la liberté, Paris, Gallimard, coll. « Du monde entier », 1948
- The American: A Middle Western Legend (1946) Publié en français sous le titre La Passion de Peter Altgeld, Paris, Éditions Hier et Aujourd'hui, 1947
- Clarkton (1947)
- The Children (1947)
- My Glorious Brothers (1948) Publié en français sous le titre Mes glorieux frères : le roman d'Israël, Paris, Hachette, 1950
- The Proud and the Free (1950)
- Spartacus (1951) Publié en français sous le titre Spartacus, Paris, Club du Livre, 1955 ; réédition, Paris, J'ai lu no 101, 1961 ; réédition, Genève, Édito-Service, 1972 ; réédition, Paris, Encre, coll. « Étiquette noire », 1985 ; réédition, Nantes, L'Atalante, coll. « Bibliothèque de l'évasion », 1999 ; réédition, Marseille, Agone, coll. « Infidèles », 2016[1]
- Tony and the Wonderful Door (1952)
- The Passion of Sacco and Vanzetti, a New England legend (1953) Publié en français sous le titre La Passion de Sacco et Vanzetti, Paris, Éditeurs Français Réunis, 1954
- Silas Timberman (1954) Publié en français sous le titre Silas Timberman, Paris, Éditeurs Français Réunis, 1956
- The Story of Lola Gregg (1956)
- Moses, Prince of Egypt (1958)
- The Golden River (1960)
- April Morning (1961) Publié en français sous le titre Les Habits rouges, Paris, Presses de la Cité, 1971 ; réédition, Paris, Éditions G.P., coll. « Souveraine » no 377, 1979
- Power (1962)
- Agrippa's Daughter (1964)
- Torquemada (1966)
- The Crossing (1971)
- The Hessian (1972) Publié en français sous le titre Le Mercenaire allemand, Paris, Presses de la Cité, 1973
- The Immigrants (1977) Publié en français sous le titre Les Bâtisseurs, Paris, Robert Laffont, coll. « Best-sellers », 1978
- Second Generation (1978)
- The Establishment (1979)
- The Legacy (1981)
- Max (1982) Publié en français sous le titre Max, Nantes, L'Atalante, coll. « Bibliothèque de l'évasion », 1982 ; réédition, sous le titre Max : des taudis de New-York aux fastes d'Hollywood, Nantes, L'Atalante, coll. « Bibliothèque de l'évasion », 1988
- The Outsider (1984)
- The Immigrant's Daughter (1985)
- The Dinner Party (1987) Publié en français sous le titre Le Dîner, Paris, Scanéditions, 1993
- The Pledge (1988) Publié en français sous le titre Le Serment, Paris, Messidor, 1990
- The Confession of Joe Cullen (1989) Publié en français sous le titre La Confession de Joe Cullen, Paris, Atalante, 1991 ; réédition, Paris, LGF, coll. « Le Livre de poche » no 7589, 1992
- The Trial of Abigail Goodman (1993)
- Seven Days in June (1994)
- The Bridge Builder's Story (1995) Publié en français sous le titre Un homme brisé, Paris, Éditions du Rocher, 2002 ; réédition, Paris, Rivages/Noir no 523, 2004
- An Independent Woman (1997)
- Redemption (1999)
- Greenwich (2000)
- Bunker Hill (2001)

### Recueil de nouvelles
- Patrick Henry and the Frigate's Keel And Other Stories (1945)
- Departure and Other Stories (1949)
- The Last Supper and Others Stories (1955)
- The First Men (1960)
- The Large Ant (1960)
- The Edge of Tomorrow (1961), nouvelles de science-fiction Publié en français sous le titre Au seuil du futur, Verviers, Gérard, coll. « Marabout » no 263, 1966
- The General Zapped an Angel (1970)
- A Touch of Infinity (1973)
- Time and the Riddle: 31 Zen Stories (1975)

### Autobiographie
- The Naked God: The Writer and the Communist Party (1957)
- Being Red (1990) Publié en français sous le titre Mémoires d'un rouge, Paris, Rivages, coll. « Ecrits noirs », 2000 ; réédition, Paris, Payot & Rivages, coll. « Rivages/Noir » no 543, 2005. Réédité en 2018 aux éditions Agone, coll. « Élements ».

## Filmographie

### Au cinéma
- 1948 : Rachel and the Stranger de Norman Foster
- 1960 : Spartacus de Stanley Kubrick
- 1963 : L'Affaire Winston (Man in the Middle) de Guy Hamilton
- 1964 : Les Cheyennes (Cheyenne Autumn) de John Ford
- 1965 : L'Enquête (Sylvia) de Gordon Douglas
- 1965 : Mirage de Edward Dmytryk
- 1966 : Les Plaisirs de Pénélope (Penelope) de Arthur Hiller
- 1968 : Les Complices (Jigsaw) de James Goldstone

### À la télévision
- 1974 : Benjamin Franklin, feuilleton TV, avec Eddie Albert : saison 1, épisode 1, The Ambassador,
- 1976 : 21 Hours at Munich (TV) de William A. Graham, avec William Holden
- 2007 : L'Éveil (The Awakening), épisode 2, saison 1 de la série télévisée Masters of Science Fiction, réalisé par Michael Petroni, adaptation de la nouvelle The General Zapped an Angel, avec Terry O'Quinn et Elisabeth Röhm

## Prix et distinctions
- Prix Staline international pour la paix
- Grand prix de littérature policière 1973 pour La Poudre aux yeux[2]

## Sources
- Claude Mesplède (dir.), Dictionnaire des littératures policières, vol. 1 : A - I, Nantes, Joseph K, coll. « Temps noir », 2007, 1054 p. (ISBN 978-2-910-68644-4, OCLC 315873251), p. 711-713.
- Claude Mesplède (dir.), Dictionnaire des littératures policières, vol. 2 : J - Z, Nantes, Joseph K, coll. « Temps noir », 2007, 1086 p. (ISBN 978-2-910-68645-1, OCLC 315873361), p. 330-331 (Masuto).
- Jean-Pierre Brèthes, D'un auteur l'autre, Paris, L'Harmattan, 2009, coll. Espaces littéraires.  (ISBN 978-2-296-10137-1), p. 53-61 (F comme Howard Fast : le rêve brisé de l'Amérique)